# Gigi (ca sĩ)
Ejigayehu Shibabaw, được biết đến với nghệ danh Gigi (sinh 21 tháng 10 năm 1974) là một trong những ca sĩ Ethiopia hiện đại thành công nhất trên toàn thế giới. Bà đã biểu diễn nhạc Ethiopia kết hợp cùng với nhiều thể loại thể loại khác, thường kết hợp với chồng mình Bill Laswell là một tay bass và là nhà sản xuất.

## Sự nghiệp thu âm
Gigi sinh ra và lớn lên tại Chagni, phía đông bắc Ethiopia. Bà đã mô tả việc học các bài hát truyền thống từ một linh mục Ethiopian Orthodox trong gia đình. Bà đã từng sống tại Kenya vài năm trước khi chuyển đến San Francisco trong khoảng năm 1998.
Gigi đã thu âm hai album dành cho cộng đồng người Ethiopia xa xứ, nhưng đó là album năm 2001 của bà, có tiêu đề đơn giản Gigi đã mang đến cho bà sự chú ý toàn cầu. Bà đã được chủ của Palm Pictures là Chris Blackwell chú ý, người trước đó vài năm trước đó đã giới thiệu dòng nhạc reggae vào dòng nhạc chính thống thông qua hãng thu trước của ông Island Records. Blackwell và người sản xuất của Gigi (sau này là chồng của bà) Bill Laswell, quyết định cùng với các nhạc sĩ jazz người Mỹ (bao gồm Herbie Hancock, Wayne Shorter, Pharoah Sanders và những người khác) tham gia vào album của Gigi.
Kết quả đạt được là sự kết hợp giữa âm nhạc hiện đại và truyền thống. Album này là một thành công quan trọng trên phạm vi quốc tế và gây ra nhiều tranh cãi ở quê hương của bà vì nó đã thay đổi triệt để dòng âm nhạc nổi tiếng Ethiopia. Bản phát hành này đã sớm được thực hiện lại bởi 'Illuminated Audio, một bản remix phong cách ambient dub cho album của Laswell.
Năm 2003, chứng kiến sự phát hành của Zion Roots, dưới tên ban nhạc Abyssinia Infinite. Bill Laswell đã chơi guitar và keyboard (thay vì chơi bass) và một vài thành viên gia đình của Gigi đã góp giọng. Album là sự trở lại với dòng acoustic chuyên chính với Gigi, kết hợp với các nhạc cụ như krar và tabla. Ca khúc "Gole" được thể hiện bằng tiếng Agaw, ngôn ngữ nơi ngôi làng cha Gigi sống.
Giọng hát của Gigi có thể được nghe trong bộ phim Hollywood Beyond Borders (2003), trong đó Angelina Jolie vào vai một nhân viên cứu trợ trong Nạn đói 1983 – 1985 ở Ethiopia.
Bà phát hành album thứ sáu Gold and Wax với Palm Pictures vào năm 2006.
Bà cũng từng xuất hiện trong "Running From the Light" trong Enter the Chicken của Buckethead (2005). Năm 2010, bà thu âm Mesgana Ethiopia với Material, phát hành bởi hãng đĩa M.O.D. Technologies.
Bài hát năm 2001 của bà "Guramayle" xuất hiện trong bộ phim tài liệu năm 2006 God Grew Tired of Us. Bài hát được phát vào phần mở đầu và kết thúc.

## Đời sống cá nhân
Gigi kết hôn với nhà sản xuất của bà Bill Laswell. Em gái của bà là ca sĩ Tigist Shibabaw đã qua đời không rõ nguyên nhân vào 2008.

## Danh sách đĩa nhạc

### Hát chính (Album)
- Tsehay, 1997
- One Ethiopia, 1998
- Gigi (Guramayle), 2001
- Illuminated Audio, 2003 (Laswell's remix of the 2001 album "Gigi")
- Abyssinia Infinite: Zion Roots, 2003
- Gold & Wax, 2006
- Mesgana Ethiopia, 2010

### Xuất hiện
- Future2Future by Herbie Hancock
- Sacred System: Dub Chamber 4 (Book of Exit) by Bill Laswell
- Realize by Karsh Kale
- Live at Stern Grove by Tabla Beat Science
- Enter The Chicken by Buckethead
- Radioaxiom by Bill Laswell and Jah Wobble
- Daylightless by Fanu (in Salem and Semena-Worck tracks)
- Putumayo Presents: One World, Many Cultures Compilation
- Putumayo Presents: Music from the Coffee Lands, Vol. II Compilation